# آزمون (فیلم ۱۹۶۸)
آزمون (لهستانی: Zaliczenie) یک فیلم کوتاه تلویزیونی لهستانی به کارگردانی کشیشتف زانوسی است که در سال ۱۹۶۸ منتشر شد. از بازیگران این فیلم می‌توان به الکساندر باردینی و دانیل اولبریخسکی اشاره کرد.